# بارا، گامبیا
بارا (به لاتین: Barra) یک منطقهٔ مسکونی در گامبیا است که در North Bank Division واقع شده‌است.